# 691
691 је била проста година.

## Догађаји
- Краљ Теудерик III умире и наследио га је син Хлодвиг IV, стар 9 година, као једини владар Франака.
- Битка код Маскина: Омајадска војска под калифом Абд ал-Маликом побеђује побуњеничке снаге у Месопотамији (модерни Ирак). Поново осваја Арапско полуострво, заузимајући свети град Медину.
- Купола на стени је завршена у Јерусалиму (под патронатом Абд ал-Малика) током Друге фитне, постајући најзначајније дело исламске архитектуре.
- Вилфрид, опат Рипона, покушава да се прогласи епископом целе Нортамбрије. Краљ Алдфрит заузима многа од својих имања у опатији Рипон и предлаже да се тамо створи бискупија. Вилфрид је прогнан и бежи у Мерсију, где га краљ Етелред поставља за бискупа Лестера.